# Movulango
Movulango, artiestennaam van Mozes Mosuse (Antwerpen, 1996), is een Belgische muzikant, producer en dj met Congolese roots. 

## Biografie
Movulango begint zijn carrière op 14-jarige leeftijd bij het dj duo Ego Troopers, samen met Oliver Geerts die nu in Asa Moto speelt. Ze worden getekend door het Britse label Blood Music van de artiest Fake Blood. Met hits als Polar en Ghetto Acid worden ze veel gevraagd op nationale en internationale festivals en events, zoals Tomorrowland, Les Ardentes en Five Days Off. Op 15-jarige leeftijd was Mozes Mosuse de jongste dj die ooit optrad op Laundry Day.
In 2016 beëindigden Mosuse en Geerts het project Ego Troopers en gaan ze verder als the Future Sound of Antwerp (FSOA), bij het Belgische label DEEWEE, gerund door Stephen en David Dewaele. Ze brengen één ep uit, genaamd Tom Cruise, Scientologist, met daarop drie nummers. Het nummer Tom Cruise, Scientologist staat ook op het DEEWEE compilatiealbum Foundations.
In 2021 brengt Movulango zijn eerste solosingle uit, Leave, die ook werd uitgebracht op het DEEWEE compilatiealbum Foundations. Met deze nieuwe muziek neemt hij afstand van elektronische muziek en richtte hij zich meer op indiepop. Vervolgens bracht hij in 2022 zijn debuut-ep uit, genaamd Mirror In Man. Een compilatie van een vijf jaar durend proces, met persoonlijke nummers die invloeden van grunge- en lofibewegingen uit de jaren 90 bevatten, maar ook popgeluiden en elektronische toetsen. Internationaal krijgt Movulango steeds meer airplay and media-aandacht, op onder meer de toonaangevende muziekzender BBC 6.
Exact een jaar later, op 24 november 2023, brengt Movulango zijn tweede ep uit, The Irony. Hiermee treedt hij op op verschillende festivals in België, zoals de Lokerse Feesten, Leffingeleuren en Absolutely Free Festival. Hij verzorgt tevens het voorprogramma van verschillende artiesten, zoals Warmduscher, Soulwax, Doodsekader, en Charlotte Adigery en Bolis Pupul.
Sinds 2023 is Mozes Mosuse wekelijks te horen op de radio met zijn zondagavond programma Radio Atlantis bij Studio Brussel. Hij is tevens regelmatig te horen als dj bij het Brusselse online radioplatform Kiosk Radio.
In 2024 brengt Movulango drie singles uit op zijn nieuwe label Panacea.

## Discografie

### Singles
- 2012: Polar/Whale (als Ego Troopers)
- 2016: Tom Cruise, Scientologist (als Future Sound of Antwerp)
- 2021: Leave
- 2022: Other Way
- 2022: Beautiful Mess
- 2022: The Peak
- 2022: Through The Motions
- 2023: Differently
- 2023: Make A Run for It
- 2024: Numb
- 2024: none of your concern
- 2024: blissful presence

### Ep's
- 2012: Ghetto Acid EP (als Ego Troopers)
- 2022: Mirror In Man
- 2023: The Irony

### Albums
- 2024: Asleep

- International Standard Name Identifier: 0000 0005 0305 1484
- MusicBrainz: 0fed8d61-4536-40ab-810c-e0609157052e